# Blaze Foley
Michael David Fuller, beter gekend onder zijn artiestennaam Blaze Foley (Malvern, 18 december 1949 – Austin, 1 februari 1989) was een Amerikaans countrymuzikant en singer-songwriter.

## Biografie
Blaze Foley werd als Michael David Fuller geboren in Malvern (Arkansas) maar groeide op in Texas. Samen met zijn moeder, broers en zusters trad hij op in een gospelband genaamd The Singing Fuller Family. Nadat hij thuis wegging, trad hij op in Atlanta, Chicago, Houston en ten slotte in Austin. Hij werd goede vrienden met countryzanger Townes Van Zandt en woonde in de jaren 1970 een tijd in een boomhut in Georgia samen met zijn vriendin Sybil Rosen.
Foley plakte ducttape op de toppen van zijn cowboylaarzen om de gek gemaakte Urban Cowboy-mensen te bespotten met hun zilveren cowboylaarzen. Later maakte hij een pak met ducttape waarin hij altijd rondliep. Bij zijn begrafenis werd zijn kist door zijn vrienden bedekt met ducttape.
Foley werd in 1989 in de borst geschoten door Carey January, de zoon van Foley's vriend Concho January. Carey January werd vrijgesproken van moord in de eerste graad wegens zelfverdediging. Hij en zijn vader vertelden op het proces compleet verschillende versies van de schietpartij.

### Muziek
De mastertapes van Foley’s eerste studio-album werden in beslag genomen door de DEA toen de “executive producer” werd aangehouden tijdens een drugsinval. Een ander studioalbum verdween toen de mastertapes zich in een treinwagon bevonden die Foley had gekregen en waarin hij leefde. Er werd ingebroken in de treinwagon en zijn bezittingen werden gestolen. Een derde studioalbum, "Wanted More Dead Than Alive" was ook bijna verdwenen tot, vele jaren na Foley’s dood, een vriend die zijn auto opruimde, een tape vond met wat klonk als de opnamesessies in Bee Creek waarop hij en andere muzikanten hadden opgetreden. Dit album was het laatste studioproject van Foley en er was gepland om in de VS te toeren samen met Townes Van Zandt ter ondersteuning van het album. Toen Foley overleed, maakte zijn advocaat onmiddellijk het opnamecontract ongeldig en vervolgens geraakten de mastertapes verloren (men dacht dat ze verloren waren gegaan tijdens een overstroming).
Foley werkte onder andere samen met de muzikanten Gurf Morlix, Townes Van Zandt, Guy Schwartz, Billy Block, en Calvin Russell.
Zijn lied "If I Could Only Fly" werd een grote hit in een uitvoering van Merle Haggard. Zijn lied "Election Day" werd gecoverd door Lyle Lovett op zijn album "My Baby Don't Tolerate" uitgebracht in 2003 en zijn lied "Clay Pigeons" werd gecoverd door John Prine op zijn Grammy Award-winnend album "Fair and Square" uitgebracht in 2005. Joe Nichols bracht hulde aan "If I Could Only Fly" door het op te nemen voor zijn album "Real Things" uitgebracht in 2007.
Drie liedjes werden postuum geschreven door de Texaanse singer-songwriter en muziekhistoricus Jon Hogan, gebaseerd op teksten in Foley's handschrift die na zijn dood gevonden werden en in 2010 uitgebracht op het album "Every Now and Then: Songs of Townes Van Zandt & Blaze Foley". Ze omvatten "Every Now and Then", "Safe in the Arms of Love" en "Can not Always Cry". In 2017 namen Hogan en zijn muzikale partner Maria Moss "Can not Always Cry" opnieuw op voor hun album "In Dreams I Go Back Home".
Townes Van Zandt schreef het lied "Blaze's Blues" over zijn vriend en nam het een paar keer op, met name op zijn dubbelalbum "Live at Union Chapel, London, England". Townes schreef naar verluidt "Marie", een lied over een dakloos paar, op de gitaar van Blaze nadat Blaze was overleden. Het nummer "Drunken Angel" van Lucinda Williams, dat verscheen op haar album "Car Wheels on a Gravel Road" uit 1998, was een eerbetoon aan Foley. Gurf Morlix bracht een nummer uit op zijn album "Last Exit to Happyland" uit 2009 getiteld "Music You Mighta Made" over zijn oude vriend Foley. Op 1 februari 2011 bracht Morlix "Blaze Foley's 113th Wet Dream" uit, een verzameling met 15 nummers van Blaze Foley.
Het lied "Reverend" van Kings of Leon, dat verscheen op hun album "Walls" uit 2016, is ook een eerbetoon aan Foley.

## Quotes over Foley
- "He's only gone crazy once. Decided to stay." – Townes Van Zandt
- "Blaze Foley was a genius and a beautiful loser." – Lucinda Williams

## Discografie
- If I Could Only Fly/Let Me Ride In Your Big Cadillac (Zephyr Records; 7") 1979
- Blaze Foley (Vital Records; LP) 1984
- Girl Scout Cookies/Oval Room (Vital Records; 7") 1984
- Live At the Austin Outhouse (...And Not There) (Outhouse Records; cassette) 1989
- Live At the Austin Outhouse (Lost Art Records) 1999
- Oval Room (Lost Art Records) 2004, (Munic/Indigo) 2005
- Wanted More Dead Than Alive (Waddell Hollow Records) 2005
- Cold Cold World (Lost Art Records) 2006
- Sittin' by the Road (Lost Art Records) 2010
- The Dawg Years (Fat Possum Records) 2010
- Duct Tape Messiah Documentary Soundtrack (Lost Art Records) 2011
- Blaze Foley (Big Pink heruitgave door Vital Records LP) 2012

## Films
- Blaze Foley: Duct Tape Messiah, een Amerikaanse documentaire uit 2011
- Blaze, een Amerikaanse film uit 2018